# 16669 Rionuevo
16669 Rionuevo este o planetă minoră (asteroid), cu un diametru de 3,975 km, din centura de asteroizi. A fost descoperită pe 8 decembrie 1993 la Observatorul Palomar de Carolyn S. Shoemaker. 
Obiectul prezintă o orbită caracterizată de o semiaxă mare de 1,9341191 UAi, o excentricitate de 0,08, o înclinație de 24,60115 ° în raport cu ecliptica.